# Paul Fuß

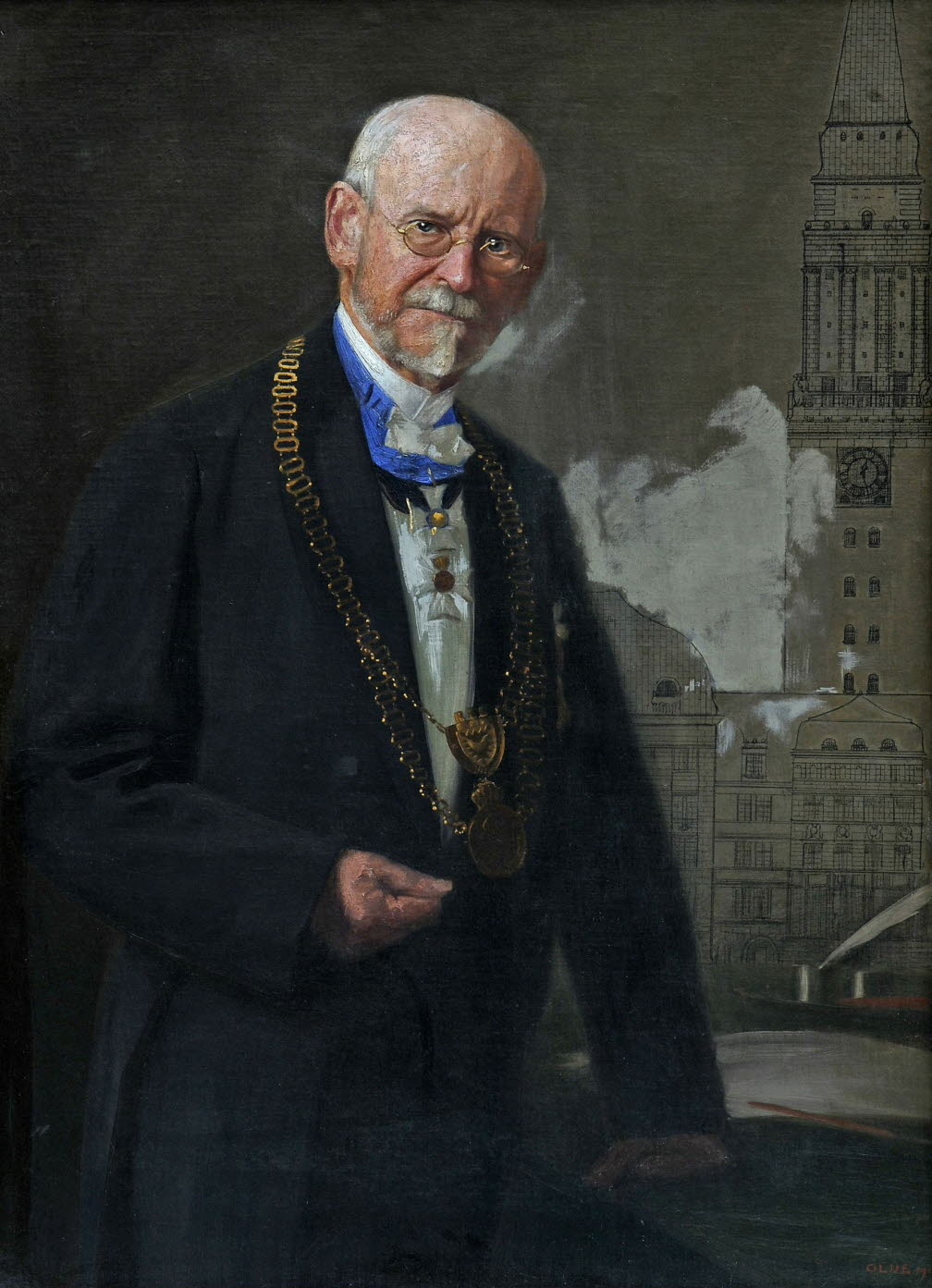
Paul Fuß (1911)

August Paul Fuß (* 29. Juni 1844 in Posen; † 7. Januar 1915 in Charlottenburg) war von 1888 bis 1912 Oberbürgermeister der Stadt Kiel und Mitglied des Preußischen Herrenhauses.

## Leben
Fuß war zunächst Richter und Staatsanwalt. 1876 wurde er besoldeter Stadtrat in Danzig, 1879 dann Landrat der Provinz Westpreußen.
1888 wurde Paul Fuß zum Oberbürgermeister von Kiel gewählt. In seine Amtszeit fiel die Eröffnung des Kaiser-Wilhelm-Kanals 1895, der er beiwohnte. Fuß weihte 1909 die Armenküche in der Boninstraße und 1910 die seit 1906 im Bau befindliche Hummelwiesenbrücke, heute Gablenzbrücke, ein.
1912 wollte Paul Fuß das Drei-Klassen-Wahlrecht in Kiel einführen, was vom Stadtverordneten Wilhelm Brecour verhindert wurde.
Paul Fuß starb 1915 im Alter von 70 Jahren in Charlottenburg und wurde auf dem Alten St.-Matthäus-Kirchhof in Schöneberg beigesetzt. Das Grab ist nicht erhalten geblieben.
Nach Paul Fuß wurde eine Straße benannt, die zwischen den Kieler Stadtteilen Ravensberg und Wik verläuft.

## Ehrungen
- Ritter des Kronenordens II. Kl.
- Ritter des Roten Adlerordens II. Kl.